# Intent de cop d'estat a Guinea Equatorial de 2004
L'Intent de cop d'estat a Guinea Equatorial de 2004, també conegut com a cop Wonga, va ser un intent de cop d'estat contra el govern de Guinea Equatorial per tal de reemplaçar al president Teodoro Obiang Nguema Mbasogo amb el polític de l'oposició a l'exili Severo Moto Nsá, dut a terme per mercenaris i organitzat sobretot per financers britànic. Guinea Equatorial té vastes reserves de petroli i gas. Un oficial dels Estats Units l'anomena "el nou Kuwait".
Els fiscals van al·legar que el líder de l'oposició de Guinea Equatorial, Severo Moto Nsá, s'instal·laria com a nou president a canvi de drets de petroli preferencials a les empreses afiliades als implicats en el cop.
Es va rebre l'atenció dels mitjans internacionals per la suposada implicació de Sir Mark Thatcher en el finançament del cop d'estat, pel qual va ser condemnat i multat a Sud-àfrica.

## Desenvolupament dels fets
El 7 de març de 2004 la policia de la República de Zimbabwe a l'Aeroport Internacional de Harare van confiscar un avió que volava des de Sud-àfrica. El presumpte líder de la trama, l'ex-oficial del Special Air Service (SAS) Simon Mann, va ser detingut juntament amb dos amics prop de la pista d'aterratge a l'espera d'armes per a ser carregades en un Boeing 727 (N4610), que portava tres tripulants i 64 antics soldats reclutats a Sud-àfrica. La majoria dels presumptes mercenaris implicats en el cop eren de Sud-àfrica i ex-membres de la 32 Batalló Búfal, una unitat de força especial que van lluitar pel règim de l'Apartheid de Sud-àfrica.
El 9 de març de 2004 Nick du Toit i uns altres 14 sud-africans i armenis foren arrestats a Guinea Equatorial sota la sospita de ser l'avantguarda dels mercenaris.
El director de màrqueting de les Indústries de Defensa de Zimbabwe, Hope Mutize, va dir al tribunal que Simon Mann li havia pagat un dipòsit d'armes de $180,000 (£100,000) en febrer de 2004 i indirectament vinculà Mann a la presumpta trama dient que estava acompanyat per un sud-africà, Nick du Toit, el líder dels 14 homes detinguts a Guinea Equatorial.
"Van insistir rn que no volien cap paperassa," va afegir el Sr Mutize. Fonts legals van dir que Mann havia signat l'acord amb el director general de ZDI, Tshinga Dube. Però la notícia de l'acord es va filtrar aparentment a les autoritats de Sud-àfrica, que van avisar a la intel·ligència de Zimbabwe. La seva sol·licitud d'armes incloïa 20 metralladores, 61 fusells d'assalt AK-47, 150 granades de mà, 10 llançagranades propulsades per coets (i 100 coets RPG), i 75.000 cartutxos de municions. Simon Mann, de 51 anys, va dir que volia els fusells, morters i municions per a protegir les mines de diamants en parts volàtils de la República Democràtica del Congo.
Es va al·legar que els detinguts a Zimbabwe va fer una escala a la ciutat de Harare per comprar armes i esperar unir-se a un equip a Guinea Equatorial per enderrocar al president Teodoro Obiang Nguema Mbasogo. Nick du Toit, el líder del grup de detinguts a Guinea Equatorial, va dir en el seu judici a Guinea Equatorial que va ser reclutat per Simon Mann i que el va ajudar amb el reclutament, l'adquisició d'armes i la logística. Afirmà que se li va dir que estaven intentant instal·lar un polític de l'oposició a l'exili, Severo Moto Nsá, com a nou president.

## Processament i evidències als mitjans

### Carta de Simon Mann
En una carta de la presó el 31 de març, Simon Mann li va dir a la seva esposa, Amanda, i al seu equip legal: 
| « | "La nostra situació no és bona i és molt URGENT. Ells [els advocats] no obtenen resposta de Smelly i Scratcher [qui] els van demanar declarar de nou després que la cursa del Gran Premi havia acabat! ...... Necessitem una forta influència del tipus Smelly i Scratcher ... David Hart i cal ser utilitzat en gran mesura i ara. Una vegada que entrem en un veritable escenari del judici estem fotuts." | » |

David Hart havia estat assessor no oficial de la primera ministra Margaret Thatcher durant la vaga minaire i serví com a assessor especial amb Michael Portillo i Malcolm Rifkind en les subsegüents administracions conservadores. Es creu que "Scratcher" era Sir Mark Thatcher i "Smelly" Ely Calil.

### La 'llista Wonga' dels proveïdors financers
Els noms formen part de l'anomenada "Llista Wonga" de James Kershaw, aleshores de 24 anys, que es creia que havia actuat com a comptable de Simon Mann. Va entrar en un programa de protecció de testimonis després d'entregar-se voluntàriament a la policia per consell dels seus advocats. Se li va donar protecció policial les 24 hores a per evitar el seu assassinat. Es diu que la llista havia estat lliurada a la policia sud-africana per Kershaw i altres ex col·legues del Sr. Mann, que eren testimonis protegits, segons The Guardian.

### Informes d'intel·ligència de Johann Smith
Al desembre de 2003 i gener de 2004 foren enviats per separat dos informes molt detallats de la planificació del cop a dos alts oficials d'intel·ligència britànics i a Michael Westphal, col·laborador de Donald Rumsfeld. Els documents eren de Johann Smith, ex-comandant de les forces especials de Sud-àfrica i analista de seguretat de renom internacional que havia estat assessor ocasional del president Teodoro Obiang Nguema Mbasogo.
En una declaració de Smith donada als advocats que representaven al govern de Guinea Equatorial, diu que va començar a sentir rumors d'un cop a Guinea Equatorial i Sao Tomé i Príncipe al novembre de 2003 de dos exsoldats el 32 Batalló Búfal que li va dir el que havien estat reclutats per a un cop per Nick du Toit:
| « | Com que jo seguia treballant a Guinea Equatorial amb el govern, m'interessava que hi hagués un cop d'estat ...', per tant, volia advertir les autoritats de Guinea Equatorial. També vaig considerar que era el meu deure advertir les autoritats dels Estats Units i Anglaterra perquè alguns dels seus nacionals podria ser assassinats. El desembre de 2003 vaig presentar un informe del que havia descobert a Michael Westphal del Pentàgon (al departament de Donald Rumsfeld). Jo esperava que el govern dels Estats Units prengués mesures per advertir Guinea Equatorial o per aturar el cop. Aquestes eren també les meves expectatives pel que fa al govern britànic, al que vaig advertir a través de dos agents del SIS que coneixia, i als que vaig enviar l'informe, també al desembre de 2003, a les seves adreces personals de correu electrònic. | » |

En l'informe es va nomenar diversos implicats importants detinguts al març i ara en judici per la seva participació en el fallit cop d'estat. Smith va dir que el grup havia contractat dos vaixells de pesca per operar davant de la costa d'Àfrica Occidental, malgrat el fet que tots menys un dels membres del grup no tenien experiència marítima o pesquera.
L'informe va arribar a la conclusió que l'operació de pesca comercial era una façana per al moviment d'homes i armes per un cop. L'informe també esmenta les connexions del grup amb el líder de l'oposició Guinea Equatorial Severo Moto i va advertir que qualsevol operació suposaria una amenaça per a l'estabilitat a la regió.

#### Segon informe
Quan el gener Smith va començar a aconseguir més informació de la trama dels seus antics col·legues militars que estaven treballant per a l'empresa sud-africana de Nick du Toit, va enviar un altre informe al Pentàgon i al SIS marcat com a estrictament confidencial:
| « | 'Després de la preparació i l'enviament del meu informe de desembre vaig rebre més informació ... Poso això en un segon informe que vaig enviar per correu electrònic a la mateixa gent que el primer: Michael Westphal dels EUA i els contactes britànics del SIS'. | » |

Els documents vistos per The Observer revelen que a finals de gener, el Foreign Office deia:
| « | D'acord amb l'última planificació, Carlos Cardoso (ex-soldat de les forces especials sud-africanes), al seu retorn, havia de reclutar un total de 75 ex membres de les Forces de Defensa de Sud-àfrica (SADF), sobretot d'antics de la 32 Buffalo (batallons) i membres de les forces especials per posar en marxa accions simultànies en STP i EG. Està previst que aquestes accions es duran a terme a mitjans de març de 2004 (els suposats conspiradors van ser detinguts el 7 de març de camí a Guinea Equatorial) .... Coneixent als individus tan bé com jo, aquesta línia de temps és molt realista i proporcionarà temps suficient per planificar, mobilitzar, equipar i posar la força." | » |

Smith, que afirma haver rebut amenaces de mort des que es va frustrar la trama, va dir que no hi hagué resposta per part de les autoritats britàniques o estatunidenques a les seves advertències:
| « | L'únic que va passar va ser que les autoritats dels Estats Units va congelar els diners de Guinea Equatorial al Riggs Bank als EUA. | » |

## Xarxa de suport i financers

### Sir Mark Thatcher, 2n Baronet
El 25 d'agost de 2004, Mark Thatcher, fill de l'exprimer ministre del Regne Unit Margaret Thatcher, va ser detingut en virtut de les lleis anti-mercenàries de Sud-àfrica després d'haver estat acusat d'ajudar a finançar el cop d'estat per enderrocar el president Obiang. Crause Steyl va ser un dels pilots escollits per volar els avionss clau del cop d'estat en un King 200 twin turbo hèlix noliejat, registrat ZS-NBJ, que més tard es va tornar testimoni de càrrec en nom de Sud-Africa.:
Crause Steyl: "Em vaig trobar amb Mark (Thatcher) tres o quatre vegades. Era soci en l'aventura. Hi va posar aproximadament 250.000 $. Els diners foren enviats al compte de la meva empresa en diversos pagaments. Els helicòpters costaven prop de 600 $ l'hora, més 5.000 $ per cada un dels pilots i 10.000 $ per una mesada d'assegurança especial."
Thatcher ha admès haver donat diners a la companyia de Steyl, Triple A Aviation, però ha dit que era per cobrir la despesa d'un projecte d'ambulància aèria. Steyl va rebutjar aquesta explicació. "Ell sabia el que estava passant", va dir. "Jo només el coneixia en el context del negoci a Guinea Equatorial. Jo no el coneixia abans i no l'he vist des de llavors."
El 13 d'octubre de 2004 a Londres, un advocat del govern de Guinea Equatorial va dir que els registres telefònics havien mostrat quatre trucades entre les llars d'un dels presumptes finançadors darrere la trama, Ely Calil, i Jeffrey Archer en el període previ a l'intent de cop al març. Una altra suposat conspirador, Greg Wales, també va fer cinc trucades a Sir Mark Thatcher en els dies posteriors al cop d'estat fallit.
El 13 de gener de 2005, Mark Thatcher es va declarar culpable d'ajudar a finançar un intent de cop a Guinea Equatorial en un tribunal sud-africà. La policia sud-africana va ser capaç de demostrar que Mark Thatcher havia transferit al voltant de 285.000 US$ als mercenaris que anaven a executar l'operació i s'havia reunit i parlat amb ells amb freqüència abans de l'intent de cop. Després de declarar-se culpable, va rebre una pena de quatre anys amb suspensió de la pena i una multa de voltant d'uns 560.000 US $.

### Simon Mann
Simon Mann va pagar $500,000 (£281,000) per al cop, segons una llista de suposats financers en mans de la policia sud-africana.

### Ely Calil
Ely Calil, el bilionari petrolier libanès establit a Chelsea que era reclamat a Londres pel règim de Guinea Equatorial, es creu que va pagar uns altres $750,000. L'advocat d'Ely Calil va dir que no volia respondre a l'afirmació que havia recaptat diners per als conspiradors. Però va negar tenir cap coneixement de la trama.

### David Tremain
David Tremain, un empresari sud-africà establert a la Gran Bretanya, es creu que va donar $500,000. Es diu que el Sr. Tremain havia estat "al capdavant" d'un sindicat de sud-africans i altres inversors menors. Tremain nega qualsevol implicació en el cop.

### Jeffrey Archer
Les dades bancàries de l'empresa de Simon Mann a Guernsey, Logo Logistics, revelen que un JH Archer va fer un pagament de 134.000 $ (74.000 £) en el seu compte els dies abans de l'intent de fallit cop d'estat. Inicialment Lord Archer va emetre un comunicat a través dels seus advocats que indica que "no tenia coneixement previ" del presumpte cop d'estat i que no havia parlat amb Sir Mark durant "aproximadament 10 anys".
Al gener, el mateix dia que els conspiradors estaven reunits a Sandton,a Johannesburg, Ely Calil va trucar Lord Archer i pel que sembla va parlar durant 15 minuts. Es van trucar altres vegades en el període previ a l'intent de cop d'Estat. Un advocat del govern de Guinea Equatorial va dir a Londres que els registres telefònics havien mostrat quatre trucades entre Ely Calil i Lord Archer en el període previ a l'intent de cop al març.

### Severo Moto
Els fiscals van dir que el líder opositor i president del Govern de Guinea Equatorial en l'Exili a Espanya, Severo Moto Nsá, va oferir al grup 1,8 milions de dòlars i drets de petroli per enderrocar el govern.

### Tim Bell, Baró Bell
Timothy Bell, antic cap de propaganda de Lady Thatcher, està vinculat al cas per "assessorar" als amics de Simon Mann. El baró Bell ha dit que pel que sabia ni Sir Mark ni el Sr. Hart van estar involucrats en el presumpte cop d'Estat.

### Greg Wales / Administració USA
El president Obiang va acusar als Estats Units de donar suport al complot, però el Pentàgon nega que hi donessin suport. Funcionaris estatunidencs van dir que va ser Greg Wales qui en va fer tots els contactes. Greg Wales, un distribuïdor de propietats amb seu a Londres, està acusat d'haver donat $ 500.000. Les fonts oficials de Guinea Equatorial afirmen que quan el complot encara era en fase inicial Simon Mann, un antic mercenari d'Eton, va pagar Wales uns $8,000. Wales nega qualsevol implicació en el cop.
Theresa Whelan, membre de l'administració Bush a càrrec dels afes africans al Pentàgon, es va reunir dues vegades a Washington amb un home de negocis amb seu a Londres, Greg Wales, abans de l'intent de cop. Wales ha estat acusat de ser un dels seus organitzadors, però ha negat qualsevol implicació. Un funcionari de defensa estatunidenc va dir a la revista Newsweek:
| « | El Sr. Wales esmenta de passada […] que podria haver algun problema gros a Guinea Equatorial. Específicament, ell havia sentit d'alguns socis de negocis seus que els ciutadans rics del país estaven planejant fugir en cas de crisi. | » |

## Coneixement previ britànic
Gran Bretanya va rebre un esquema complet del cop d'estat, incloent-hi les dates, els detalls dels enviaments d'armes i actors clau, mesos abans de l'intent.
Fins al 9 de novembre de 2004, els ministres del gabinet havien negat qualsevol coneixement previ de l'intent de cop il·legal. Tanmateix Jack Straw i el ministre per Àfrica Chris Mullin havien parlat personalment de la trama el divendres 30 de gener. Després de rebre la notícia del cop d'estat, Jack Straw, va ordenar un canvi dels plans d'evacuació dels ciutadans britànics a Guinea Equatorial.
El president Obiang va comentar sobre la manca d'advertència malgrat admetre coneixements previs:
| « | Això és particularment sorprenent en vista del fet que un nombre de ciutadans britànics i residents del Regne Unit semblen ser fonamentals per a la conspiració per enderrocar al govern de Guinea Equatorial. | » |

Jack Straw havia dit al parlament que el Ministeri d'Afers Exteriors i de la Commonwealth havia investigat si hi havia empreses britàniques implicades en la trama després de rebre informes confidencials, però no va trobar-hi cap evidència. Els funcionaris britànics, i Jack Straw, es van veure obligats a demanar perdó a The Observer després d'haver negat categòricament que tenien coneixement previ del cop d'Estat.

## Espanya
El president Obiang va acusar el govern espanyol de donar suport al cop. L'al·legació podria explicar la posició coincident de dos vaixells de guerra espanyols davant de la costa de Guinea Equatorial en el moment de la detenció dels presumptes conspiradors. Miguel Mifuno, assessor especial del president de Guinea Equatorial, havia acusat el govern espanyol de finançament dels grups d'oposició a l'exili i donar suport al cop directament:
| « | Les nostres fonts d'intel·ligència diuen que el vaixell de guerra anava a arribar a la mateixa data que hauria tingut lloc l'intent de cop, el 8 de març ..... [El vaixell de guerra] ja estava a les nostres aigües territorials amb 500 soldats a bord. Mentrestant hi havia un equip de mercenaris estrangers a Guinea Equatorial que sabien on vivíem. Tenien plans per matar 50 persones i per arrestar altres. | » |

La portaveu del Ministeri d'Afers Exteriors d'Espanya va negar les acusacions: "No hi havia cap vaixell, neguem qualsevol tipus d'implicació en qualsevol intent de cop". Tanmateix, la ministra espanyola, Ana Palacio semblava contradir la declaració de la portaveu; "No estaven en una missió de guerra, sinó en una de cooperació."

## Vídeos
- ; Fresh One Productions «Simon Mann's African Coup: Black Beach». BBC Four. Storyville  (BBC), Temporada:2009–10 , episodi:9/18, 07-12-2009. « »
- Shadow Company, Purpose Films, 2006.
- Once Upon a Coup, PBS Documentary, August 2009,